# بیلی آرنسون
بیلی آرنسون (انگلیسی: Billy Aronson) نمایشنامه‌نویس و ترانه‌سرا اهل ایالات متحده آمریکا است. وی دانش‌آموختهٔ دانشگاه پرینستون و مدرسه درام دیوید گفن در دانشگاه ییل است.
از فیلم‌ها یا مجموعه‌های تلویزیونی که وی در آن‌ها نقش داشته‌است، می‌توان به پگ + پیشی اشاره نمود.